# 小行星19563
小行星19563（19563 Brzezinska）是一颗绕太阳运转的小行星，为主小行星带小行星。该小行星于1999年5月14日发现。

## 轨道参数
小行星19563的轨道半长轴为2.2642469 UA，离心率为0.134。